# 육군항공총감부
육군항공총감부(일본어: 陸軍航空総監部 리쿠군고쿠조칸부[*])는 일본 제국 육군 항공대의 육군항공본부와 함께 두개뿐인 행정기관이었다. 육군성의 외국인 육군항공본부와는 달리, 일본 천황 직속 기관으로, 군사항공 군사 교육 및 훈련 권한을 이양받았다. 그리고 대부분의 부서 인원이 육군항공본부의 부서 인원이 겸임하였기 때문에 한몸이나 다름없어서 두 기관은 사싱살 이름만 다른 기관이었다.

## 역사

### 설립
1938년 12월 10일, 군령 제21호 "육군항공총감부령"의 시행에 따라 육군항공총감부가 설립되었다.

### 폐지
1945년 1월 20일
4월 15일, 모든 작전부대의 군령권을 행사할 수 있는 항공총군이 설립되었고, 육군항공총감부는 필요없어지게 됨에 따라 군령육 제10호 "陸軍航空総監部令ノ適用停止ニ関スル件"에 따라 폐지되었다. 

## 조직 구조

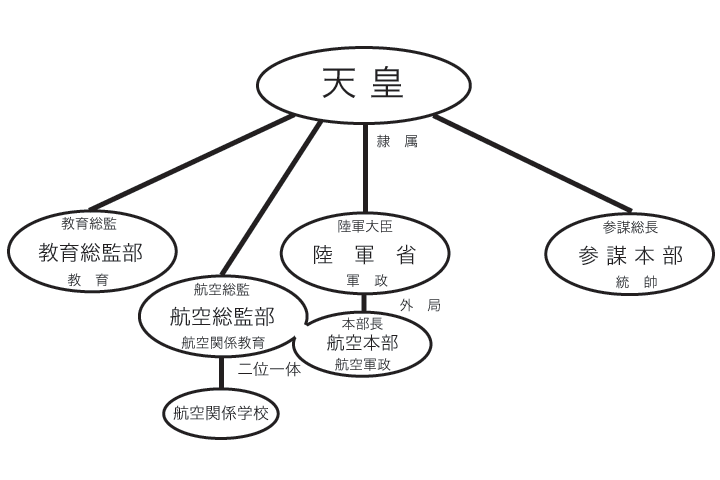
일본 제국 육군 행정기관의 관계도

### 부서
- 총무부; 1938년 12월 10일, 설립
  - 서무부; 1938년 12월 10일, 설립
  - 제1과; 1938년 12월 10일, 설립
  - 비행반; 1944년 3월, 설립
- 교육부; 1938년 12월 10일, 설립
  - 제1교육과; 1944년 3월 설립
  - 제2교육과; 1944년 3월 설립
  - 제2과; 1938년 12월 10일, 설립
  - 제3과; 1938년 12월 10일, 설립
  - 제4과; 1938년 12월 10일, 설립
- 의무부

### 관할 학교
- 육군항공사관학교, 1937년 10월 1일 ~ 1945년 10월
- 비행학교
  - 구마타니 육군비행학교, 1935년 12월 ~ 1945년 2월
  - 우쓰노미야 육군비행학교, 1940년 10월 ~ 1944년 10월
  - 다치아라이 육군비행학교, 1940년 10월 1일 ~ 1945년 2월 20일
  - 기후 육군비행학교, 1940년 8월 1일 ~ 1943년 4월 1일
  - 미토/센다이 육군비행학교, 1938년 12월 10일 ~ 1945년 8월
  - 시모시즈 육군비행학교, 1921년 4월 1일 ~ 1945년 7월 10일
  - 아케노 육군비행학교, 1921년 4월 1일 ~ 1944년 6월 20일
  - 하마마쓰 육군비행학교, 1925년 5월 1일 ~ 1944년 6월 20일
  - 하코타 육군비행학교, 1940년 12월 1일 ~ 1944년 6월 20일
  - 하쿠죠시 육군비행학교, 1939년 7월 1일 ~ 1944년 6월 20일
- 기술/정비학교
  - 육군항공기술학교, 1935년 8월 1일 ~ 1945년 6월 21일
  - 육군항공정비학교/도코로자와 육군항공정비학교, 1943년 8월 1일 ~ 1944년 4월
  - 기후 육군항공정비학교, 1943년 8월 2일 ~ 1944년 2월 20일
  - 다치카와 육군 항공정비학교, 1943년 8월 1일 ~ 1944년 6월 20일
  - 육군항공통신학교, 1940년 8월 1일 ~ 1945년 5월 3일
- 소년비행병학교
  - 도쿄 육군항공학교/도쿄 육군소년비행병학교, 1937년 12월 ~ 1945년 8월
  - 오쓰 육군소년비행병학교, 1943년 4월 ~ 1945년 8월
  - 오이타 육군소년비행병학교, 1944년 5월 ~ 1945년 8월